# Gevaş
Gevaş (ehemals armenisch Ոստան Vostan) ist eine Stadtgemeinde (Belediye) im gleichnamigen Landkreis der türkischen Provinz Van und gleichzeitig eine Gemeinde der 2012 geschaffenen Büyükşehir belediyesi Van (Großstadtgemeinde/Metropolprovinz Van). Seit der Gebietsreform 2013 ist die Gemeinde flächen- und einwohnermäßig identisch mit dem Landkreis.

## Geographie
Gevaş liegt im Westen der Provinz am Südufer des Vansees und grenzt im Westen an die Provinz Bitlis. Der Landkreis Gevaş umfasst auch einen Teil des Vansees mit der Insel Akdamar. Die Stadt liegt zwischen dem Vansee und dem Berg Artos (3650 m), der Teil des südöstlichen Taurusgebirges ist.

## Geschichte und Archäologie
Der Name Vostan (eigentlich Vostikan) ist ein Titel, den sassanidischen Militärgouverneure trugen. Diese regierten die damalige armenischen Provinz des Sassanidenreiches von der Stadt Gevaş aus. So ging der Name des Titels auf die Stadt über. Die Burg Vastankalesi am Ortsrand erinnert noch an den alten Namen der Stadt. Die im Stadtsiegel abgebildete Jahreszahl 1923 dürfte auf das Jahr der Erhebung zur Gemeinde (Belediye/Belde) hinweisen.
Etwas außerhalb an der Uferstraße liegt ein kleiner Friedhof mit teils umgestürzten seldschukischen Grabsteinen und der Halim Hatun Türbesi. Hierbei handelt es sich um ein polygonales Grabmal aus dem Jahr 1322, das im Untergeschoss eine Sargkammer, darüber einen Gebetsraum enthält. Der Bau ist mit einem spitzen Steindach gedeckt, an dessen Unterseite ein Fries verläuft. Die Eingänge sind mit einem Stalaktitengewölbe geschmückt.

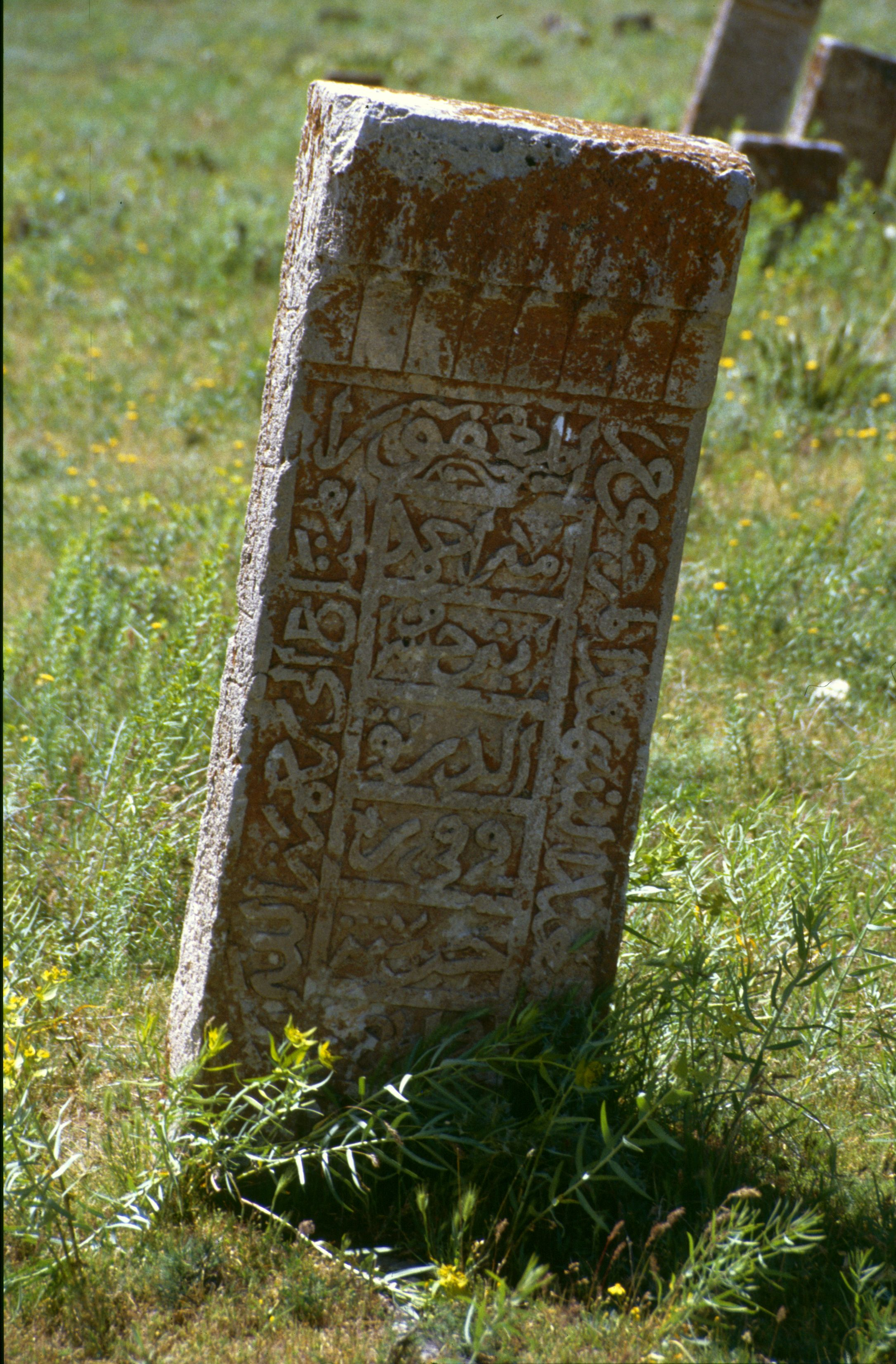
Seldschukischer Grabstein

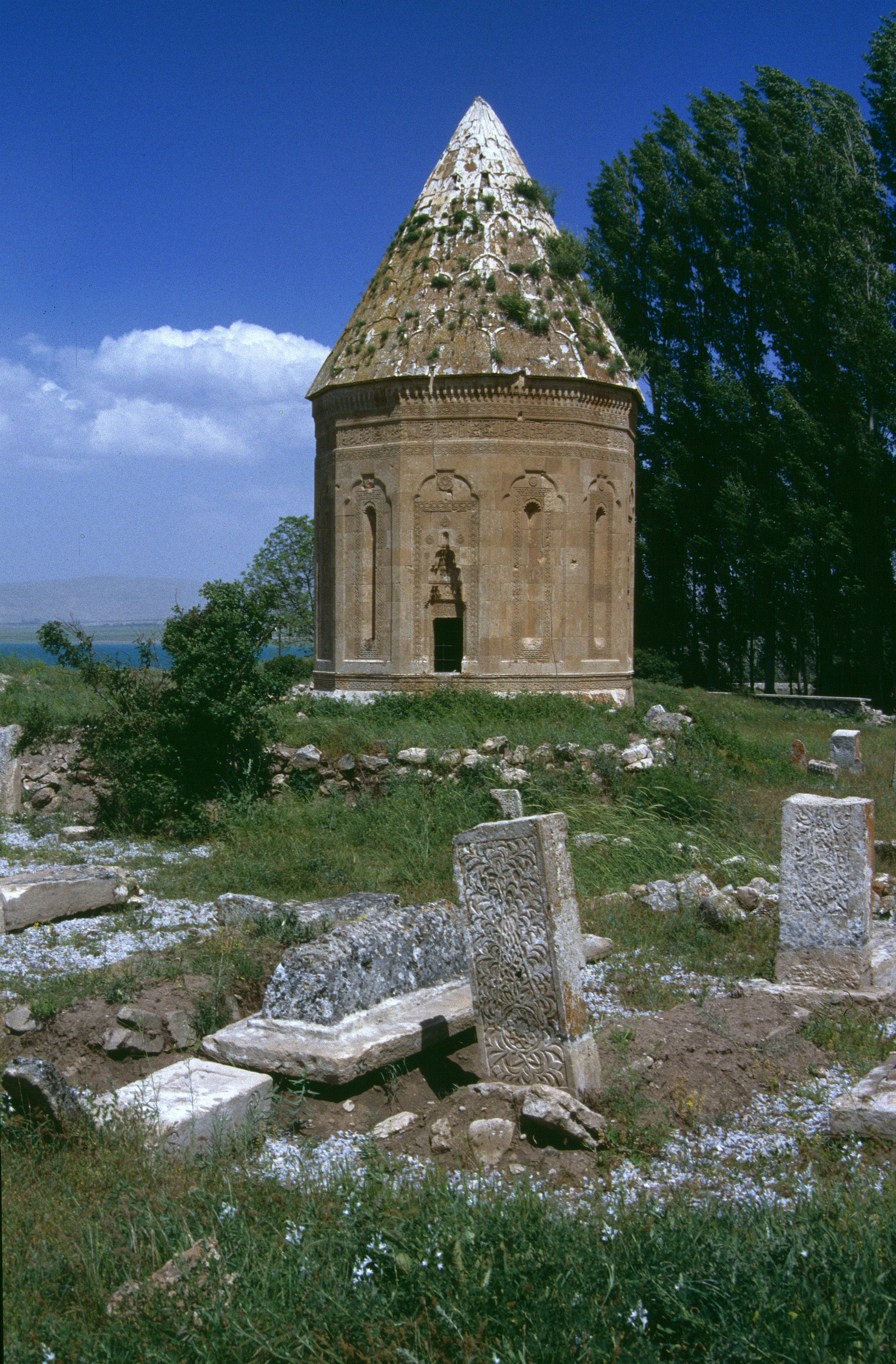
Türbe der Halim Hatun

## Verwaltung
Gevaş bestand als Kaza schon vor Gründung der Türkischen Republik 1923 im Vilayet Van (1927: 11338 Einwohner auf 3750 km²). Bis Ende 2012 gliedert sich der Kreis in die Kreisstadt, zwei weitere Gemeinden (Belediye: Akdamar und Uysal) sowie 30 Dörfer (Köy). Während der Verwaltungsreform 2013 wurden die Dörfer sowie die beiden Belediye in Mahalle (Stadtviertel) überführt, die sechs Mahalle der Kreisstadt blieben erhalten. Die Anzahl der Mahalles stieg bis Ende 2020 auf 40 an. Durchschnittlich werden sie von 706 Menschen bewohnt, der Mahalle Bahçelievler von 2.766.